# فاما (سوكيفا)
فاما، سوكيفا (بالإنجليزية: Vama, Suceava)‏ هي commune of Romania تقع في رومانيا في إقليم سوتشيافا. يقدر عدد سكانها بـ 6,011 نسمة .